# اینجا کجاست؟
اینجا کجاست!؟ فیلمی است محصول سال ۱۳۹۶ به کارگردانی حسین قاسمی جامی با موضوع دفاع مقدس در قالب فیلم طنز.
هدف ساخت این فیلم ایجاد پیوند عاطفی بین نسل جدید با دوران دفاع مقدس بوده و مخاطب این فیلم کودکان و نوجوانان است.
این فیلم در شهرستان سیمرغ، روستای کیاکلا، تالاب نیلوفرهای آبی و بخشی از آن در موزه دفاع مقدس شهر ساری فیلم‌برداری شده‌است.

## عوامل فیلم

### بازیگران
- مهدی امینی‌خواه
- ساناز سماواتی
- مهیار مجیب
- بهنام نوری
- آیدا نوری

### بازیگران کودک و نوجوان
- امیرصدرا پرویزی
- ابوالفضل عامری
- سید محمدحسن مداحی

### گروه کارگردانی
دستیار اول کارگردان و برنامه‌ریز: محسن کریمیان
دستیار دوم کارگردان: میلاد حاجی زاده

### سایر عوامل
مشاور تهیه کننده: حسن کیوان پور
مجری طرح: ابراهیم نوروزی فیض آبادی
مدیر تولید: میثم اکرمیه
مدیر تدارکات: سید محسن ناصری
صدابردار: محمد زمان ثانی
طراح گریم: مژگان بهروزی
مدیر روابط عمومی: ریحانه کیوان پور

## خلاصه داستان
سه نوجوان در موزه دفاع مقدس به‌طور اتفاقی در یک نفر بر که از دوران دفاع مقدس باقی مانده‌است گرفتار می‌شوند. آنان داخل نفربر یک دفترچه خاطرات پیدا می‌کنند. نفربر آنان را به دل اتفاقاتی که در آن نوشته می‌برد. سفری در زمان آغاز می‌شود و با حضور آنان در جبهه رزمندگان متعجب می‌شوند.